# Losborg

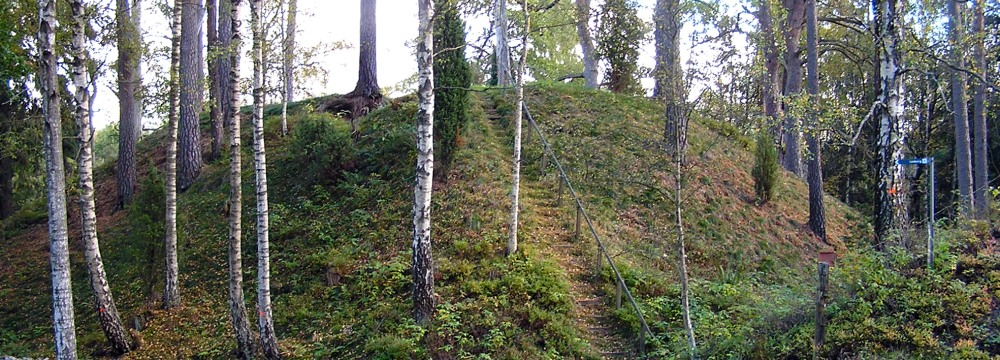
Losborg-Sigfridskullen från väster.

Losborg är resterna av en medeltida försvarsanläggning vid Driveån i Loshults socken i nordöstra Skåne. Den är belägen mellan Loshults by och samhället Killeberg, bredvid södra stambanan mellan Osby och Älmhult.

## Skriftliga källor
Losborg omtalades första gången omkring 1598 av den danske historikern Herman Chytraeus, som en borganläggning vilken långt tidigare skulle ha funnits vid ett vattendrag i Loshult socken vid gränsen mellan Danmark och Sverige. Detta har sedan sammanställts med sägner som upptecknades i Loshult på 1700-talet, där lokalbefolkningen menade att en kulle bredvid Driveån, "Sigfridskullen", på lokal dialekt kallad "Seffrekullen", varit boplats för en "kung Sigfrid". Kullen återfinns på en karta över trakten upprättad 1748, och har senare antagits vara identisk med Losborg. Några samtida skriftliga källor där namnet Losborg förekommer har inte kunnat påträffas.

## Arkeologisk undersökning
En arkeologisk undersökning av Sigfridskullen utfördes hösten 1986, under ledning av lokalhistorikern Lars Lundberg och arkeologen Anders Ödman. Man kunde då konstatera att en försvarsanläggning byggd av timmer, en så kallad "motteborg",  verkligen legat uppe på Sigfridskullen och att sidoanläggningar till samma borg funnits nedanför kullen. Hela borganläggningen daterade man bland annat genom myntfynd till 1300-talet. Vem eller vilka som uppfört borgen gick inte att fastställa, men man kunde konstatera att den förstörts genom en brand. Att borgen på Sigfridskullen var identisk med den omtalade Losborg kunde man inte belägga absolut säkert - möjligen kan det ändå röra sig om två helt olika anläggningar - men sannolikt är Losborg och Sigfridskullens borg samma anläggning.

## Omgivningar
Markområdet som Sigfridskullen ligger på, "Sigfrids äng", omtalades redan på 1500-talet som tillhörande Loshults prästgård. Den gjorde så ända fram till för några år sedan, då Lunds stift sålde marken till en privatperson. I närheten passerade en mycket gammal förbindelseled mellan Sverige och Danmark, "Prästavägen". Intill Prästavägen och cirka 100 meter från Sigfridskullen ligger en annan gammal försvarsanläggning, "Sigfrids skans", som arkeologen Ödman daterade till slutet av 1500-talet eller början av 1600-talet.